# Kintto Lucas
Kintto Enrique Lucas López (Salto, 9 de agosto de 1963) es un escritor, periodista y político uruguayo-ecuatoriano. Ganador de varios premios y reconocimientos internacionales, autor de más de 25 libros en distintos géneros.

## Biografía
Creció en una familia de Izquierda política uruguaya. Desde muy joven estuvo vinculado a las luchas sociales. 
Como militante social y político latinoamericano participó en las luchas de los Trabajadores Rurales Sin Tierra en Brasil en la década de los 80; en la reconstrucción del Movimiento de Liberación Nacional-Tupamaros de Uruguay al regreso de la democracia; recorrió el interior de Uruguay con sus crónicas del quincenario Mate Amargo. Vinculado al movimiento indígena ecuatoriano estuvo en las rebeliones que protagonizaron en la década del 90 y 2000 y escribió la crónica de esas luchas sociales. Como intelectual promovió la interculturalidad y la plurinacionalidad; estuvo en la resistencia al Plan Colombia y a la base de Manta y participó activamente en la elaboración de la Constitución de Ecuador de 2008 en los artículos referentes a la política internacional.
Desde la Cancillería de Ecuador se opuso a la firma de convenios con Estados Unidos, fue artífice del reconocimiento de Ecuador a Palestina como Estado y de posturas de autodeterminación frente a intervenciones extranjeras en Libia y Siria, impulsó el fortalecimiento político de UNASUR (Unión de Naciones Suramericanas) y de la ALBA Alianza Bolivariana para los Pueblos de Nuestra América - Tratado de Comercio de los Pueblos, defendió a Julián Assange y promovió su invitación a Quito, fue encargado de lograr los apoyos internacionales contra el intento de golpe de Estado el 30 de septiembre de 2010, organizó la campaña internacional de concientización sobre esta acción y renunció a su cargo en 2012 por no estar de acuerdo en que Ecuador firme un Tratado de Libre Comercio con la Unión Europea.
En 2013, llamado por el presidente de Uruguay José Mujica, fue nombrado Embajador Itinerante de Uruguay para UNASUR, CELAC, ALBA y la Integración. Sin embargo, renunció tras discrepar sobre las posturas políticas asumidas por el entonces canciller Luis Almagro, “vinculadas a Estados Unidos y contrarias a la integración latinoamericana”. (6)
Integró el Consejo Editorial del Quincenario Mate Amargo de Montevideo, fue Editor Cultural y Editorialista del diario Hoy (Ecuador) en Quito, Editor de la revista Chasqui de Ciespal Centro Internacional de Estudios Superiores de Comunicación para América Latina, corresponsal de la Agencia Inter Press Service (IPS), corresponsal del Servicio Informativo de la Organización de Estados Iberoamericanos para la Educación la Ciencia y la Cultura (OEI), fue gerente de Librerías y Editorial Librimundi de Ecuador, Director del Quincenario Tintají y ha escrito para diversos periódicos y revistas de América Latina y Europa. 
Es Magíster en Estudios Avanzados en Literatura Española e Hispanoamericana por la Universidad de Barcelona. Ha sido docente de periodismo y de actualidad política y geopolítica en la Universidad Andina Simón Bolívar, Pontificia Universidad Católica del Ecuador y Universidad de las Américas (Ecuador), en Quito. Conferencista en diversas universidades, instituciones estatales y organizaciones no gubernamentales y organismos internacionales.

## Premios y reconocimientos
- En 1990 ganó el Premio Latinoamericano de Periodismo José Martí, en La Habana, por un extenso reportaje sobre las Arroceras de Paso Pereira en la frontera uruguayo-brasileña.
- En 2004 recibió la Pluma de la Dignidad de la Unión Nacional de Periodistas del Ecuador por su trayectoria periodística. También en ese año recibió  la Medalla de Oro, 45 Aniversario de la Agencia Informativa Prensa Latina de Cuba, en reconocimiento a su trayectoria en el periodismo latinoamericano.
- En 2008 recibió la Nacionalidad Ecuatoriana por Servicios Relevantes al País, otorgada por el presidente Rafael Correa, por haberse “destacado en sus actividades periodísticas, literarias, de promoción cultural y así como por la labor de docente en varias universidades del Ecuador”.
- En 2011 recibió la Condecoración al Mérito en el Grado de Gran Cruz del Gobierno de Perú. Otorgada por la Presidencia de Perú y su Ministerio de Relaciones Exteriores, en reconocimiento al trabajo en la profundización de las Relaciones Perú – Ecuador y en particular por la gestión para lograr un acuerdo sobre la frontera marítima entre los dos países. El acuerdo de la frontera marítima con las reivindicaciones históricas del Ecuador fue un logro de la defensa soberana del país, reconocido por actores políticos, militares y sociales. También en el año 2011 fue condecorado con el Botón de Oro Ho Chi Minh del Estado de Vietnam, en la Casa de Ho Chi Minh, en Hanói.

## Obras
- Poesía

•	Caminamundos (1990)
•	Desmadre de tiempo y geografías (1993)
•	El Naufragio de la Humanidad / O Naufrágio da Humanidade (2016)
•	Cangrejos, Caminamundos y otra poesía… reunida a Destiempo (2018)
•	Como en Aquelarre (2019)
- Cuentos y relatos

•	Rebeliones Indígenas y Negras en América Latina (1992)
•	La sed y el agua (1996)
•	Mujeres del siglo XX (1997)
•	Retratos Escritos (2014)
•	Caminantes en su tiempo (2014)
•	Elogios de la soledad (2015)
•	Scheherazade  y otros relatos (2018)
•	Me voy a volver (2019).
- Ensayo

•	Con sabor a gol: Fútbol y periodismo (2006)
•	El Arca de la realidad –de la cultura del silencio a Wikileaks- (2013).
•	Miramientos desde el Sur (2014)
•	Ecuador Cara y Cruz –del Levantamiento del noventa a la Revolución Ciudadana-. (Tres Tomos, 2015).
•	De los Bancos de Papel a las Universidades de Garaje – Impactos de las políticas neoliberales en la educación superior en Ecuador- (2015)
•	Mercè Rodoreda, Barcelona y el “yo-ciudad” (2018)
•	Realidades y Ficciones. Sobre libros, escritores y lectores (2018)
- Crónicas y reportajes

•	Diario de viaje -conociendo el país- (1994)
•	Apuntes sobre fútbol (1998)
•	La rebelión de los indios (2000)
•	We will not dance on our grandparents tombs (2000)
•	Plan Colombia. La Paz Armada (2000)
•	El movimiento indígena y las acrobacias del coronel (2003)
•	Un país entrampado -del Plan Patriota al TLC con enroque presidencial incluido- (2006)
•	Rafael Correa: Un extraño en Carondelet (2007)
•	La guerra en casa -de Reyes a la base de Manta- (2008)
•	Tal Cual Es… El camino de José Mujica a la Presidencia (2012)
•	Enrique Lucas y una pregunta para Pessoa (2015)
•	José “Pepe” Mujice. I labirinti della vita (2018).
- Antologías y compilaciones

•	Antología de editoriales del diario Hoy 1994 (1995)
•	Antología de editoriales del diario Hoy 1995 (1996)
•	Histoires sur les femmes (1997).
•	Actores de cambio en América Latina (1999).
•	Transgénicos. La fase oculta (2001)
•	"Nada solo para los indios". Levantamiento indígena (2001)
•	Estados Unidos en Guerra. Del miedo a la libertad vigilada (2001)
•	Estados Unidos en Guerra. Regresa el fantasma de Vietnam (2001)
•	Comunicación en el Proceso Constituyente (2008)
•	Constitución 2008: Entre el quiebre y la realidad (2008)